# Saccharimetrie

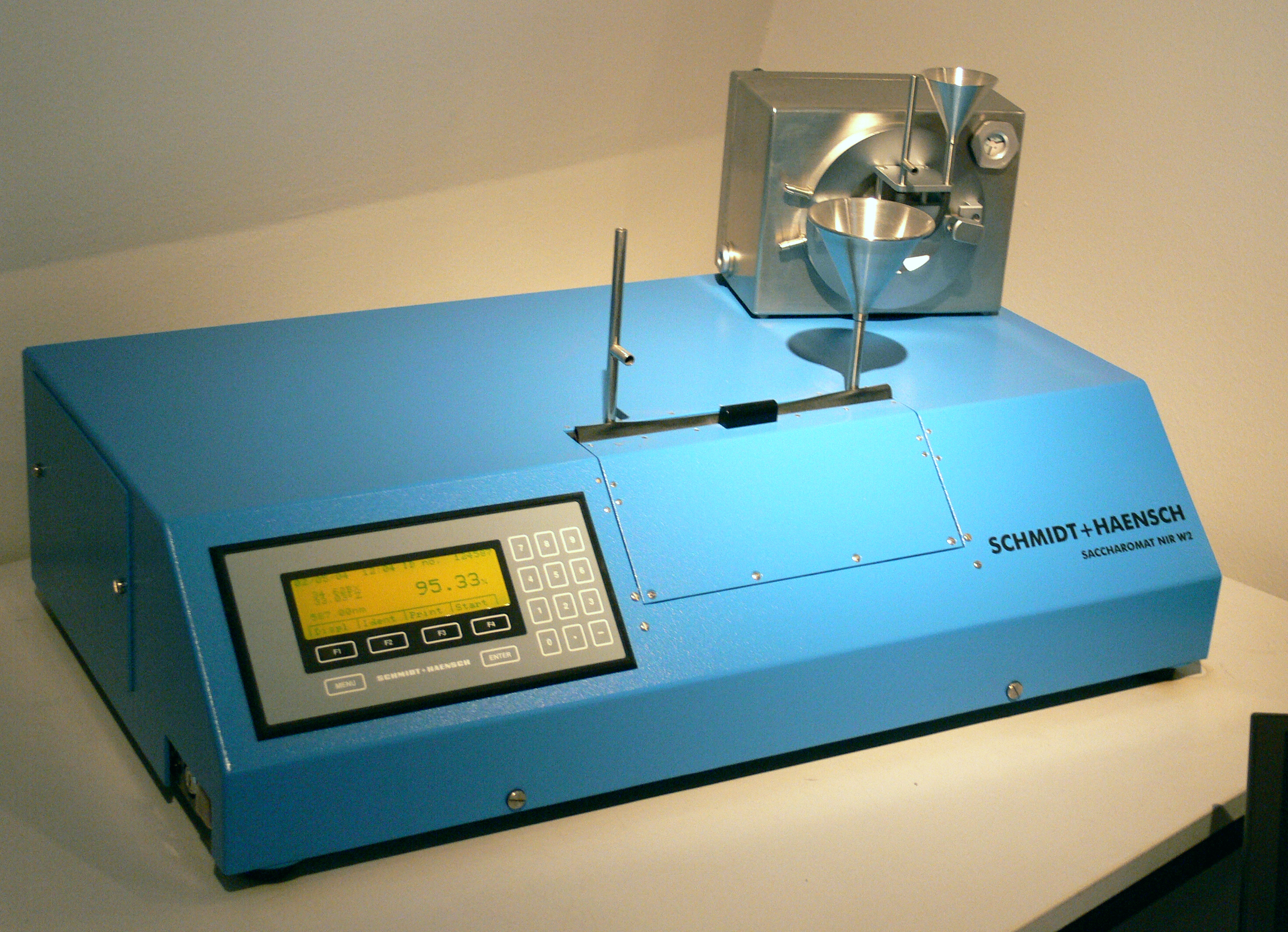
Digitales Saccharimeter (2004),
Zucker-Museum Berlin

Unter Saccharimetrie, abgeleitet von Saccharid, dem chemischen Oberbegriff für Zucker, versteht man eine polarimetrische Bestimmung der Konzentration von wässrigen Zuckerlösungen.

## Beschreibung
Das Messverfahren beruht darauf, dass bestimmte Stoffe, etwa die meisten Zucker oder Milchsäure, in Wasser gelöst ein optisches Drehvermögen besitzen, sie sind optisch aktiv. Dies äußert sich dadurch, dass linear polarisiertes Licht beim Durchgang durch die Lösung seine Polarisationsebene dreht. Diese Drehung {\displaystyle \alpha } ist proportional zur Konzentration {\displaystyle c} des Stoffes und zur Länge {\displaystyle l} des Lichtweges durch die Lösung:
{\displaystyle \alpha =\alpha _{0}\cdot c\cdot l}
Hierbei ist {\displaystyle \alpha _{0}} oder auch {\displaystyle a} eine Stoffkonstante, nämlich der spezifische Drehwinkel. Er hängt von den Messbedingungen ab (u. a. Messtemperatur und Wellenlänge des verwendeten Lichts), deshalb gehören sie streng genommen zu jeder Angabe eines spezifischen Drehwinkels:
{\displaystyle \left[\alpha _{0}\right]_{\lambda }^{T}=...}
Normalerweise ist der spezifische Drehwinkel gegeben für gelbes Natriumlicht (λ = 589 nm bzw. „D“ für die Natrium-D-Linie) und eine Temperatur von 20 °C (oder 25 °C):
{\displaystyle \left[\alpha _{0}\right]_{D}^{20}=...}
Gibt man nun eine optisch aktive Substanz in ein Polarimeter gegebener Dimension, kann man durch Messung des Drehwinkels die Konzentration bestimmen.
Der umgekehrte Fall, d. h. die Bestimmung der Stoffkonstanten, ist auch möglich, da sich alle drei Größen experimentell recht einfach und durchaus genau bestimmen lassen.